# Imadateiella shiria
Imadateiella shiria är en urinsektsart som först beskrevs av Imadaté 1964.  Imadateiella shiria ingår i släktet Imadateiella och familjen lönntrevfotingar. Inga underarter finns listade i Catalogue of Life.